# Randy Jackson
Randall Darius "Randy" Jackson (sinh 23 tháng 6 năm 1956 tại Baton Rouge, Louisiana, Hoa Kỳ) là một nhạc sĩ và nhà sản xuất âm nhạc người Mỹ từng đoạt giải Grammy. Ông nổi tiếng với vai trò là giám khảo cuộc thi âm nhạc American Idol.